# Хюстън (тежък крайцер, 1929)
Хюстън (на английски: USS Houston (CA-30)) е тежък крайцер на ВМС на САЩ от типа „Нортхамптън“. Вторият кораб във ВМС на САЩ, който носи името „Хюстън“. Спуснат на вода от компания Newport News Shipbuilding & Dry Dock Company, Нюпорт Нюз, Вирджиния, на 7 септември 1929 г., кръстен от Елизабет Холкомб (дъщеря на Оскар Холкомб, тогава кмет на град Хюстън, щата Тексас), и е въведен в експлоатация на 17 юни 1930 г. под командването на кептън (капитан 1-ви ранг) Джеси Бишоп Гей.
Първоначално корабът е класифициран като лек крайцер (номер на борда CL-30) поради слабото му брониране. „Хюстън“ е прекласифициран на тежък крайцер (CA-30) на 1 юли 1931 г., тъй като постановките в Лондонския военноморски договор от 1930 г. разглеждат корабите с 8-дюймов (203 мм) главен калибър на артилерията като тежки крайцери.

## История на службата

### Предвоенна служба
След плаване в Атлантика, „Хюстън“ се връща в САЩ през октомври 1930 г. След това посещава своя едноименен град и се присъединява към флота в Хемптън Роудс. Крайцерът отплава към Ню Йорк на 10 януари 1931 г. и след спиране в Панамския канал и на Хавайските острови на 22 февруари пристига в Манила. „Хюстън“ става флагман на Азиатския флот с пристигането си и в течение на следващата година участва в учебните операции в Далечния Изток.
С началото на войната между Китай и Япония, през 1931 г., „Хюстън“ се насочва на 31 януари към Шанхай за защита на американските интереси. Той стоварва взводове на морската пехота и на военноморския флот, за да помогне за стабилизиране на ситуацията, и остава района, с изключение на плавания до Филипините през март и към Япония, през май 1933 г. Крайцерът след това се насочва към Сан Франциско, за да се присъедини към разузнавателните
сили, и в годините, предшествващи Втората световна война, участва в задачите на флота и маневрите в Тихия океан.
През този период „Хюстън“ извършва няколко специални плавания. Президентът Франклин Делано Рузвелт се качва на борда му на 1 юли 1934 г. в Анаполис, щата Мериленд, за круиз с дължина почти 12 000 морски мили (14 000 мили; 22 000 км) през Карибско море и Портланд, щата Орегон, через Хавай. „Хюстън“ също така вози и помощника на министъра на военноморския флот Хенри Л. Рузвелт на тур по Хавайските острови, като се връща в Сан Диего на 15 май 1935 г.
След кратко плаване във водите на Аляска крайцерът се връща в Сиатъл и на 3 октомври отново взема президента на борд за плаване към остров Седрос, заливът Магдалена, Кокосовите острови и Чарлстън, Южна Каролина. „Хюстън“ също така присъства при откриването на моста Голдън Гейт в Сан Франциско на 28 май 1937 г. и доставя президента Рузвелт за прегледа на флота в същия град на 14 юли 1938 г. 24-дневният круиз на Рузвелт на борда на „Хюстън“ завършва на 9 август 1938 г. в Пенсакола, щата Флорида.
„Хюстън“ става флагман на флота на САЩ на 19 септември, когато контраадмирал Клод К. Блох вдига на него своя флаг, и запазва този статус до 28 декември, когато крайцерът се връща в Разузнавателните сили. Продължавайки ученията, той участва в изпълняването на задачите на 20-ти флот, като на 4 януари 1939 г. отплава от Сан Франциско за Норфолк и Кий Уест, където за времето на ученията се намират президентът и началника на военноморските операции адмирал Уилям Д. Лихи. Той пристига в Хюстън на 7 април за кратко посещение, преди да се завърне в Сиатъл, където пристига на 30 май.
Назначен за флагман на хавайския отряд, крайцерът пристига в Пърл Харбър, след основен ремонт, на 7 декември 1939 г. и остава такъв до завръщането си на остров Мар, на 17 февруари 1940 г. След отплаването от Хавай той посещава Филипинските острови на 3 ноември. Пристига в Манила на 19 ноември и става флагман на адмирал Томас Харт, командващ Азиатския флот.
Малко преди началото на войната в Тихия океан към военноморската корабостроителница в Кавите на Филипините са изпратени пет четириоръдейни зенитни оръдия с калибър 1,1"/75; четири от тях са поставени на борда на „Хюстън“ за усилване на противовъздушната отбрана на кораба.

### Втора световна война
Тъй като военното напрежение се задълбочава, адмирал Харт разгръща своя флот в готовност. В нощта на нападението над Пърл Харбър „Хюстън“ отплава от остров Панай с подразделенията на флота, насочвайки се към Дарвин, Австралия, където той пристига на 28 декември 1941 г. през Баликпапан и Сурабая. След патрулиране той се присъединява към американо-британско-холандско-австралийските военноморски сили (ABDA) на Сурабая.

#### Битка в Макасарския пролив
Въздушните нападения са чести в този район, и артилеристите на „Хюстън“ свалят четири японски самолета в битката в Макасарския пролив от 4 февруари 1942 г., когато адмирал Карел Дорман от Кралския флот на Нидерландия отплава със своите сили, за да встъпи в бой с японците, които, както се съобщава, се намират в Баликпапан. Хюстън получава едно попадание, което изважда от строя кула номер три, а крайцерът USS Marblehead (CL-12) е толкова повреден, че се налага да излезе от района на боя. Дорман е принуден да се откаже от своето настъпление.

### Тиморски конвой
USS Houston съпровожда тиморски конвой през февруари 1942 г.
„Хюстън“ пристига в Тджилатяп на 5 февруари и остава до 10 февруари, когато отплава за Дарвин, за да съпровожда конвой с войски за усилване на силите, вече защитаващи Тимор. Съпровождайки USAT Meigs, SS Mauna Loa, SS Portmar и SS Tulag, Хюстън с разрушителя USS Peary (DD-226) и с шлюповете HMAS Warrego и HMAS Swan напускат Дарвин до два часа през нощта на 15 февруари, насочвайки се към Купанг. Към единадесет сутринта конвоят е засечен от японска летяща лодка, която пуска по него няколко бомби, без да причини щети. На следващото утро друг разузнавателен самолет заема позицию, и до пладне конвоят е атакуван от бомбардировачи и летящи лодки. По време на първата атака „Мауна-Лоа“ получава незначителни повреди и дава две жертви, един чповек е убит и един е ранен. Пожарът, който избухва на „Хюстън“ няма последствия. По време на втората атака „Хюстън“ се отличава със силната си стрелба, която го кара да изглежда „подобен на пламък“. При това той сваля 7 от 44 самолета, които участват в атаката. Конвоят продължава да плава по посока Тимор в течение на няколко часа, при това „Хюстън“ пуска свой самолет-разузнавач, който да намери позицията на противника. Американо-британско-холандско-австралийските военноморски сили подозират за присъствието на японски самолетоносачи, за неизбежното нахлуване в Тимор и спомагателни съдове, които се намират в засада, и за това на конвоя е наредено да се върне в Дарвин, който е достигнат до пладне на 18 февруари.
„Хюстън“ и „Пири“ отплават по-късно на същия ден, за да се съединят с бойните сили в Тджилатяп. Скоро след отплаването „Пири“ започва преследване на неизвестна подводница и изразходва при това толкова много гориво, че разрушителят се връща в Дарвин. Така, „Хюстън“ избягва нападението на японците над Дарвин от 19 февруари, при което „Пири“, „Мейгс“ и „Мауна-Лоа“ са сред потопените кораби, а „Портмар“ е принуден да се изхвърли на брега.

### Битка в Яванско море
Получивайки известието за това, че основните сили за японското нахлуване се приближават към Ява под защитата на надводно съединение, адмирал Дорман решава да нападне и да се опита да унищожи главният конвой. Излиза в морето на 26 февруари 1942 г. с крайцерите HMAS Perth, HNLMS De Ruyter, HMS Exeter (68), HNLMS Java и десет разрушителя, той посреща японските сили за поддръжка под командването на адмирал Такео Такаги, състоящи се четири крайцера и 13 разрушителя през втората половина на дена на 27 февруари 1942 г. Когато японските разрушители поставят димна завеса, крайцерите на двете сили откриват огън. След една неефективна торпедна атака японските леки крайцери и разрушители предприемат втора и потопяват разрушителя HNLMS Kortenaer. HMS Exeter и разрушителя HMS Electra са поразени от артилерийски огън, последният потъва скоро след това. В 17:30 адмирал Дорман обръща на юг към крайбрежието на Ява, преследвайки своята главна цел – унищожаването на конвоя.
Съюзният флот се отклонява от поредната торпедна атака и го последва, по време на това разрушителят HMS Jupiter е потопен или от мина, или от вътрешен взрив. Разрушителят HMS Encounter се отделя, за да спаси оцелелите от HNLMS Kortenaer, и на американските разрушители е заповядано да се върнат в Сурабая, защото са изстреляли всичките си торпеда. Без помощта на разрушителите, четирите оставащи кораба на Дорман отново завиват на север в последен опит да спрат японците към Ява. В 23:00 крайцерите отново се сблъскват с японската надводна група. Плавайки на паралелни курсове, противоборстващите подразделения откриват огън, а японците след 30 минути предприемат торпедна атака. „Де Ройтер“ и „Ява“ попадат под атаката на 12 торпеда, което води до тяхното унищожаване. Преди „Де Ройтер“ да потъне, Дорман заповядва на „Хюстън“ и „Пърт“ да се оттеглят към Танджунг Приок.
Това сражение става най-голямото надводно сражение от времето на Ютландското сражение през Първата световна война. Два крайцера и три разрушителя от военноморските сили на ABDA са потопени, крайцерът HMS Exeter е повреден, а останалите кораби получават заповед да се върнат в Сурабая и Танджонг Приок.

### Битка в Зондския пролив
„Хюстън“ и „Пърт“ достигат Танджунг Приока на 28 февруари, където те се опитват да попълнят запасите си, но са посрещнати от липса на гориво и боеприпаси. Двата крайцера получават заповед да плават към Тджилатяп с холандския разрушител Evertsen, но те потеглят в 17:00 без него. Съюзниците считат, че Зондския пролив е свободен от вражески съдове, а последните разузнавателни донесения указват, че японските военни кораби са не по близо от на 50 мили (80 км), но големите японски сили са концентрирани в залива Бантам. В 23:06 двата крайцера се намират при нос Свети Николай, когато наблюдателите на „Пърт“ забелязват неизвестен кораб; когато става ясно, че това е японски разрушител, „Пърт“ влиза в бой. Обаче, когато това става, се появяват няколко японски военни кораба и те обкръжават двата кораба на съюзниците.
Двата крайцера се отклоняват от девет торпеда, изстреляни от разрушителя„Фубуки“. Съгласно отчетите на ABDA след боя, крайцерите, както се съобщава, потопяват един войскови транспорт и принуждават три други да се изхвърлят на брега, но са блокирани да преминат през Зондския пролив от ескадра разрушители, и им се налага да се бият с тежките крайцери „Могами“ и „Микума“ в непосредствена близост. В полунощ „Пърт“ се опитва да си пробие път през разрушителите, но е поразен от четири торпеда в течение на няколко минути, а след това е подложен на обстрел от близко разстояние, докато не потъва в 00:25 на 1 март.
На борда на „Хюстън“ снарядите са в дефицит в предните турели, за това екипажът пренася снаряди от неработещата кула номер три в предните кули. Крайцерът е поразен от торпедо скоро след полунощ и започва да губи ход. Артилеристите на „Хюстън“ уцелват три различни разрушителя и потопяват тралчик, но техният кораб е ударен от още три торпеда в течение на кратко време. Капитанът Албърт Рукс е убит от врив на снаряд в 00:30, и когато корабът спира, японските разрушители се приближават, разстрелвайки палубите и хората във водата. Няколко минути след това, „Хюстън“ се преобръща и потъва. От 1061 човека на борда 368 оцеляват, в т.ч. 24 от отряда на морските пехотинци (общо 74 души), но са пленени от японците и интернирани в лагери за военнопленници. От 368 военнослужещи на ВМС и морската пехота, взети в плен, 77 (21 %) загиват в плен.

### Последствия
Съдбата на „Хюстън“ не е напълно известна на света в течение на почти девет месеца, и пълната история на неговия последен бой не е разказана дотогава, докато оцелелите от него не са освободени от лагерите за военнопленни в края на войната. Преди това, на 30 май 1942 г., 1000 новобранци за военноморския флот, известни като „Хюстънските доброволци“, се заклеват за военна служба на церемония в центъра на Хюстън, за да заменят тези, които се смятат за загубени от „Хюстън“. На 12 октомври 1942 г. лекият крайцер „Виксбург“ (USS Vicksburg (CL-81)), който се строи по това време, е преименуван на „Хюстън“ в чест на потъналия кораб.
Нашите врагове ни дават шанс да докажем, че ще има още един USS Houston, и още един USS Houston, ако това стане необходимо, и още един USS Houston, докато американските идеали се намират под заплаха.

—президентът Франклин Рузвелт:
Капитан Рукс получава посмъртно Медал на честта за своите действия. Капеланът Джордж С. Рентц, който предава своята спасителна жилетка на млад моряк, след като се оказват във водата, е посмъртно награден с Военноморския кръст. Той е единственият военноморски капелан, удостоен с такава чест по време на Втората световна война.
Екипажът на „Хюстън“ е почитан заедно с екипажа на „Пърт“ в Храма на паметта в Мелбърн, Австралия, и в англиканската църква „Свети Йоан“ във Фримантъл.

### Изследване на останките на потъналия корабя
В хода на учебна тренировка, проведена в рамките на серията учения Cooperation Afloat Readiness and Training (CARAT) от 2014 г., водолази от ВМС на САЩ, със съдействието на персонал от индонезийския флот, изследват това, което се смята за потъналия кораб „Хюстън“ през юни 2014 г. Целта на мисията се състои в това да се определи състоянието на съда и да се осигури реална подготовка на спасителите-водолази за маневриране около потънал кораб. Официалния рапорт е публикуван през август 2014 г. и той подтвърждава, че потъналият там кораб е действително „Хюстън“. В отчета се казва, че за изминалите години обломки са подложени на незаконно разграбване, включая сваляне на нитове и стоманена пластина от корпуса. Разследването също така фиксира и активно изтичане на нефт от цистерните за гориво на кораба. Още едно обследване има през октомври 2015 г., когато водолази от ВМС на САЩ и ВМС на Индонезия се качват на борда на USNS Safeguard за деветдневно проучване на загиналите в Зондския пролив крайцери на ВМС. Гмуркачите документират състоянието на две корабокрушения, и тези данни са представени на конференция в Джакарта за запазването им и предотвратяване на незаконното разграбване на местата на корабокрушенията от военното време.

## Награди
- Медал на Американската служба за отбрана с катарама „ФЛОТ“
- Медал за Азиатско-Тихоокеанската кампания с две бойни звезди
- Медал за победата във Втората световна война

## Коментари
1. ↑  Всички данни са към момента на построяването.
2. ↑  Буквите показват принадлежността към определен класː ВВ – линкор, СС, CL, СА – съответно линеен, лек или тежък крайцер, CV – самолетоносач, DD – разрушител, SS – подводница и т.н.